# Столкновение в аэропорту Сухуми
Столкновение в аэропорту Сухуми — авиационная катастрофа, произошедшая 14 августа 1982 года. В Сухумском аэропорту Бабушара (Абхазская АССР, Грузинская ССР) на взлётной полосе столкнулись авиалайнеры Ту-134А и Let L-410M авиакомпании «Аэрофлот» (рейсы SU-974 Сухуми—Москва и Г-73 Сухуми—Кутаиси). В катастрофе погибли 11 человек — все 9 пассажиров и оба пилота L-410.

## Сведения о самолётах

### Ту-134
Ту-134А (регистрационный номер СССР-65836, заводской 17113, серийный 25-08) был выпущен Харьковским государственным авиационным производственным предприятием (ХГАПП) 23 августа 1974 года. 3 сентября того же года был передан авиакомпании «Аэрофлот» (Грузинское УГА, Сухумский ОАО). Оснащён двумя турбореактивными двигателями Д-30 производства Пермского моторного завода. На день катастрофы совершил 10 406 циклов «взлёт-посадка» и налетал 17 003 часа.
Состав экипажа рейса SU-974 был таким:
- Командир воздушного судна (КВС) — Орест Иосифович Бедия.
- Проверяющий — Михаил Владимирович Григалашвили (находился в кресле второго пилота).
- Штурман — Юрий Леонидович Стародубцев.
- Бортмеханик — Иван Иванович Гулый.
- Стюардессы:
  - Татьяна Сергеевна Стериопуло,
  - Светлана Львовна Назарян.

### L-410
Let L-410M Turbolet (регистрационный номер CCCP-67191, заводской 781120, серийный 11-20) был выпущен Чехословацким заводом «Let» в 1979 году (первый полёт совершил 7 февраля). 18 апреля того же года был передан заказчику — МГА СССР, которое направило его в Сухумский ОАО Грузинского УГА. На день катастрофы совершил 4098 циклов «взлёт-посадка» и налетал 2738 часов.
Экипаж рейса Г-73 состоял из двух пилотов:
- Командир воздушного судна (КВС) — Владимир Георгиевич Гетманенко.
- Второй пилот — Борис Георгиевич Григорьев.

## Хронология событий
В 18:05 (17:05 MSK) в Сухумском аэропорту Бабушара готовился к вылету рейс SU-974 Сухуми—Москва. Его выполнял Ту-134А борт СССР-65836, на его борту находились 82 человека (6 членов экипажа и 76 пассажиров). Вырулив по рулёжной дорожке №3 на предварительный старт, в 18:05:35 рейс 974 получил разрешение занять исполнительный старт (в начале ВПП) с магнитным курсом 297°. В 18:07:50 экипаж Ту-134 доложил о готовности к вылету.
В это же время в аэропорту Бабушара готовился к вылету рейс Г-73 Сухуми—Кутаиси. Его выполнял Let L-410M борт СССР-67191, на его борту находились 11 человек (2 члена экипажа и 9 пассажиров). Рейс 073 должен был вылететь по расписанию ещё в 17:50, в связи с чем экипаж спешил. В 18:06:45 экипаж L-410 вышел на связь с диспетчером руления и в 18:07:18 получил от него разрешение выруливать по рулёжной дорожке №3 на предварительный старт с магнитным курсом 297°, то есть следом за Ту-134. Но в 18:07:24 КВС рейса 073 самовольно перешёл на связь с диспетчером круга и запросил согласия на взлёт с курсом 117°, то есть в противоположном направлении. Диспетчер круга согласовал этот вопрос с руководителем полётов и диспетчером подхода, после чего дал весьма расплывчатый ответ: Давай рассчитывай. Восприняв данную фразу как разрешение, экипаж рейса Г-73 начал осуществлять движения по рулёжкам. При этом, в нарушение ряда инструкций, а также указаний диспетчера, он принял решение направиться к стартовой позиции по кратчайшему маршруту: через перемычку между перроном и старой ВПП, а далее по старой ВПП к месту её пересечения с новой ВПП.
В 18:07:42 командир рейса 073 повторно связался с диспетчером руления и запросил разрешения на выруливание на предварительный старт, чтоб после взлететь по курсу 117°. Не став дожидаться подтверждения, он передал: По перемычке 117 занимаю. Диспетчер руления, ранее выдававший правильные команды для выруливания L-410 на старт по дорожке №3, теперь уже попросту отмахнулся от рейса 073 и не стал предпринимать никаких мер для пресечения этих самовольных действий пилотов по рулению по несуществующей схеме.
В 18:08 рейс SU-974 начал взлёт. Одновременно с этим, в 18:08:08 КВС рейса Г-73 запросил у диспетчера руления разрешения на переход на связь с диспетчерским пунктом старта (СДП), при этом умолчав, что стоит на предварительном старте. Не зная истинной ситуации, диспетчер руления дал это разрешение. В 18:08:22 командир рейса 073 доложил СДП: На предварительный по перемычке, 191-й. Из-за шума двигателей взлетающего рейса 974 диспетчер старта не расслышал доклад как следует, потому в 18:08:30 переспросил: Какой борт?. Экипаж L-410, даже не задержавшись на предварительном старте, ответил: 191-й, предвари… исполнительный, после чего, без разрешения, самовольно вырулил на ВПП в районе стыка старой и новой ВПП на удалении 1650 метров от начала ВПП. После этого КВС рейса 073 повторно запросил разрешения занять исполнительный старт. Диспетчер старта не мог видеть со своего рабочего места реального положения обоих самолётов, и не разобравшись в ситуации, в нарушение требований по диспетчерской работе, дал рейсу Г-73 команду занимать исполнительный старт и готовиться к взлёту с курсом 297°: 191-й, 297 занимайте, ветер 270 четыре. К тому моменту L-410 уже несколько секунд как находился на ВПП и разворачивался в сторону взлёта курсом 117°.
Ту-134 разгонялся уже 26 секунд, а его скорость достигла 195 км/ч, когда его экипаж неожиданно увидел в 400 метрах впереди выехавший на ВПП L-410. С целью избежать столкновения, экипаж рейса 974 тут же принял решение прервать взлёт, а также съехать влево на боковую полосу безопасности; на самолёте сразу были задействованы интерцепторы, реверс тяги и торможение. Экипаж L-410 тоже увидел взлетающий Ту-134, поэтому сразу перевёл двигатели на взлётный режим и попытался уйти вправо, однако разойтись самолёты не успели. Через 33,5 секунды с момента разгона, на скорости 216 км/ч и в 1626 метрах от торца полосы, рейс SU-974 правой плоскостью крыла врезался в рейс Г-73, после чего выехал на левую полосу безопасности и остановился через 514 метров от места столкновения и в 2140 метрах от торца ВПП в 48 метрах левее её оси.
Пожара на месте катастрофы не возникло, но и без него повреждения были очень серьёзными. Ту-134 правой плоскостью крыла отрубил левую плоскость  крыла у L-410 и разрезал вдоль весь фюзеляж на уровне иллюминаторов, кабина пилотов оторвалась и, развернувшись на 180°, упала на ВПП, а оба винта оторвало и отбросило на 50 метров. Все находившиеся на борту рейса 073 оба пилота и 9 пассажиров (8 взрослых и 1 ребёнок) погибли мгновенно. У Ту-134 повредило носок правой плоскости крыла, а фюзеляж был гофрирован в районе 41—45 шпангоута. Никто из 82 человек на его борту не погиб, но из-за полученных повреждений 16 сентября 1982 года лайнер был списан.

## Расследование
По результатам расследования были сделаны следующие выводы:
1. КВС L-410 не выполнил указания диспетчера руления о порядке руления на предварительный старт, самовольно изменил маршрут руления, грубо нарушил требования НПП ГА-78 и ИПП аэропорта Сухуми, самовольно перешёл на связь с диспетчером круга в нарушения правил ведения радиообмена, самовольно занял ВПП перед взлетающим самолётом.
2. Диспетчер руления не запретил руление по неустановленному маршруту.
3. Диспетчер СДП разрешил экипажу L-410 занять исполнительный старт, когда производил взлёт самолёт Ту-134, а L-410 уже находился на ВПП.
4. Диспетчер круга в нарушение установленной фразеологии радиообмена разрешил экипажу взлёт с курсом 117°. Такая информация способствовала нарушению схемы руления экипажем L-410.
5. Руководитель полётов не координировал работу смены, не контролировал действия диспетчеров и не обеспечил выполнение требований ИПП аэропорта Сухуми.

Также выяснилось, что ранее командир L-410 уже производил руление с нарушением схемы с разрешения диспетчера руления. Так в тот же день, выполняя местный рейс из аэропорта Сухуми, он вырулил на ВПП по такому же маршруту.
Таким образом, причинами катастрофы в аэропорту Сухуми явилось самовольное занятие ВПП экипажем самолёта L-410M в момент взлёта с неё самолёта Ту-134А, неудовлетворительная организация руководства полётами в аэропорту Сухуми, грубые нарушения требований НПП ГА-78, НСД ГА-81, Инструкции по производству полётов в районе аэродрома и технологии работы руководителем полётов, диспетчерами службы движения и экипажем L-410M.